# 에베레스트산
에베레스트산(영어: Mount Everest)은 높이가 해발 8,848.86 m로 지구에서 가장 높은 산이다. 네팔에서는 사가르마타(산스크리트어: सगरमाथा)라 하고, 티베트어로는 초모랑마(티베트어: ཇོ་མོ་གླང་མ [t͡ɕʰo˩˧.mo˥˥ laŋ˥˥.ma˥˥], 중국조선어: 쵸몰라마봉), 중국어와 문화어에서는 티베트어 '초모랑마'를 그대로 차용해 주무랑마봉(중국어: 珠穆朗瑪峰 Zhūmùlǎngmǎ Fēng[*])이라고 부른다. '에베레스트'는 영국의 조지 에버리스트 경의 이름을 따서 붙여졌다. 에베레스트산은 가장 높은 산이지만, 지구의 중심에서 가장 멀리 떨어진 산은 아니다. 지구 중심에서 가장 먼 산은 안데스산맥의 침보라소산이다. 중국과 네팔의 국경이 에베레스트산 정상을 지난다. 에베레스트산괴에는 주위의 로체산(8,516m), 눕체산(7,855m), 창체산(7,580m)이 포함된다.

## 높이
2005년 10월 9일 중화인민공화국 정부는 에베레스트산의 높이가 8,844.43m이며 이것이 가장 정확한 측정값이라고 밝혔다. 그러나 이 높이는 바위의 최고점을 잰 것이라, 그 위에 덮인 얼음이나 관설(冠雪, snowcap)을 계산에 넣지 않았다.
최초의 측정치는 1856년 29,000피트(8,839m)인데, 29,000 피트는 근사치로 보인다는 생각에 2피트를 추가한 29,002피트로 발표했다. 1950년대 인도에서 측정한 8,848.10m가 받아들여지기도 했다. 1998년에는 미국 탐사대가 에베레스트산 꼭대기에 GPS 장비를 설치했다. GPS에 따른 에베레스트산의 높이는 2008년 기준으로 8,850m이다.
지각의 이동 때문에 에베레스트산은 1년에 5cm씩 높아지고 있다.

## 등정
1924년 6월 8일 영국의 조지 맬러리와 앤드류 어빈이 최초로 정상등정에 도전하였고 정상을 200여 m 남긴 곳에서 마지막으로 목격되었으나 돌아오지 못했다. 1999년 영국의 BBC 다큐멘터리 팀이 에릭 시몬슨이 이끄는 '맬러리-어빈 수색원정대'를 조직하여 에베레스트로 파견하였고 그 해 5월 1일 8160미터 지점에서 등정 중 추락한 것으로 보이는 조지 맬러리의 시신을 발견하였다. 등정에 실패하였다는 직접적인 증거가 발견되지 않았기 때문에 맬러리-어빈의 등정 성공 여부는 아직도 논란에 휩싸여 있다.
그 후로 많은 원정대가 도전하였으나 실패하다가 1953년 존 헌트가 이끄는 뉴질랜드 원정대의 에드먼드 힐러리와 셰르파족인 텐징 노르게이가 현지 시각으로 5월 29일 오전 11시 30분에 정상 등정에 성공하였다. 첫 사진은 텐징 노르가이가 사진기 조작을 할 줄 몰라 힐러리가 찍어준 사진이다. 대한민국에서는 고상돈 원정대가 1977년에 처음으로 등정에 성공했다.
2008년 5월 8일 티베트인 니마 츠런(尼瑪次仁)을 단장으로, 중국인 뤄선(羅申)을 부단장으로 한 19명의 전문 산악인으로 구성된 성화 봉송 주자들은 6시간의 등반을 통해 이날 오전 9시 20분(현지 시각)에 에베레스트산 정상에 성화를 올렸으며 올림픽 성화가 세계 최초로 에베레스트산을 등정했다.

## 기후
| 에베레스트산의 기후      | 에베레스트산의 기후 | 에베레스트산의 기후 | 에베레스트산의 기후 | 에베레스트산의 기후 | 에베레스트산의 기후 | 에베레스트산의 기후 | 에베레스트산의 기후 | 에베레스트산의 기후 | 에베레스트산의 기후 | 에베레스트산의 기후 | 에베레스트산의 기후 | 에베레스트산의 기후 | 에베레스트산의 기후 |
| 월                       | 1월                 | 2월                 | 3월                 | 4월                 | 5월                 | 6월                 | 7월                 | 8월                 | 9월                 | 10월                | 11월                | 12월                | 연간                |
| ------------------------ | ------------------- | ------------------- | ------------------- | ------------------- | ------------------- | ------------------- | ------------------- | ------------------- | ------------------- | ------------------- | ------------------- | ------------------- | ------------------- |
| 월평균 최저 기온 °C (°F) | −36 (−33)           | −35 (−31)           | −32 (−26)           | −31 (−24)           | −25 (−13)           | −20 (−4)            | −18 (0)             | −18 (0)             | −21 (−6)            | −27 (−17)           | −30 (−22)           | −34 (−29)           | −36 (−33)           |
| 출처:                    |                     |                     |                     |                     |                     |                     |                     |                     |                     |                     |                     |                     |                     |

## 대중문화
- 에베레스트
- 히말라야

## 같이 보기
- 8000미터 봉우리
- 칠대륙 최고봉
- 오호스델살라도산

## 주해
1. ↑  해발이라는 수식어가 앞에 붙게 되면 에베레스트산이 가장 높지만 마우나케아산이라는 해발이란 수식어가 붙지 않으면 에베레스트 산보다 더 높은 산이 있다.
2. ↑  해석하면 '세계의 정상'.
3. ↑  “Monthly Average Coldest temperature on Everest Summit”. topchinatravel.com. 2015년 8월 16일에 확인함.